# Загорцы (Тернопольская область)

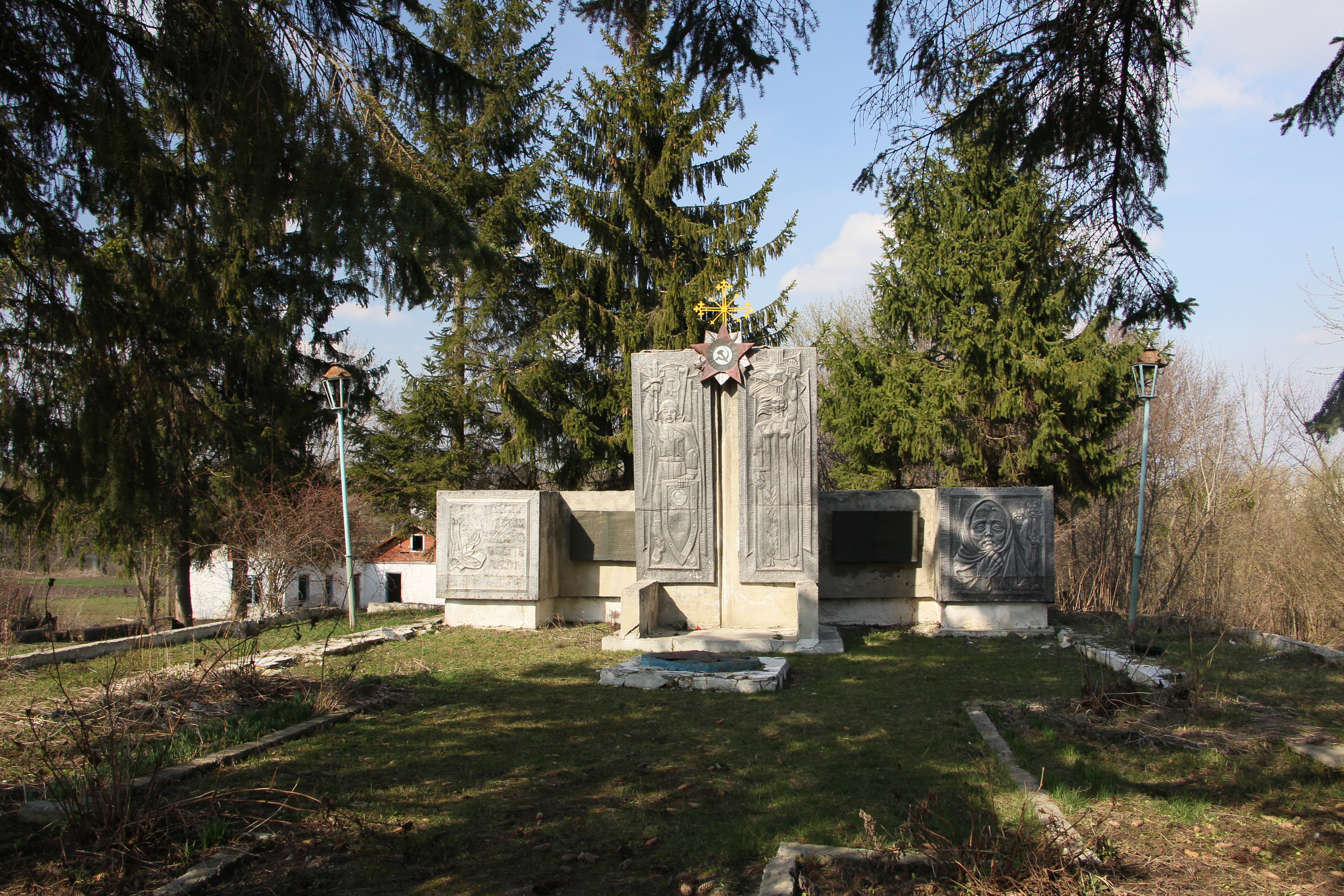
Памятник односельчанам, погибшим во Второй мировой войне

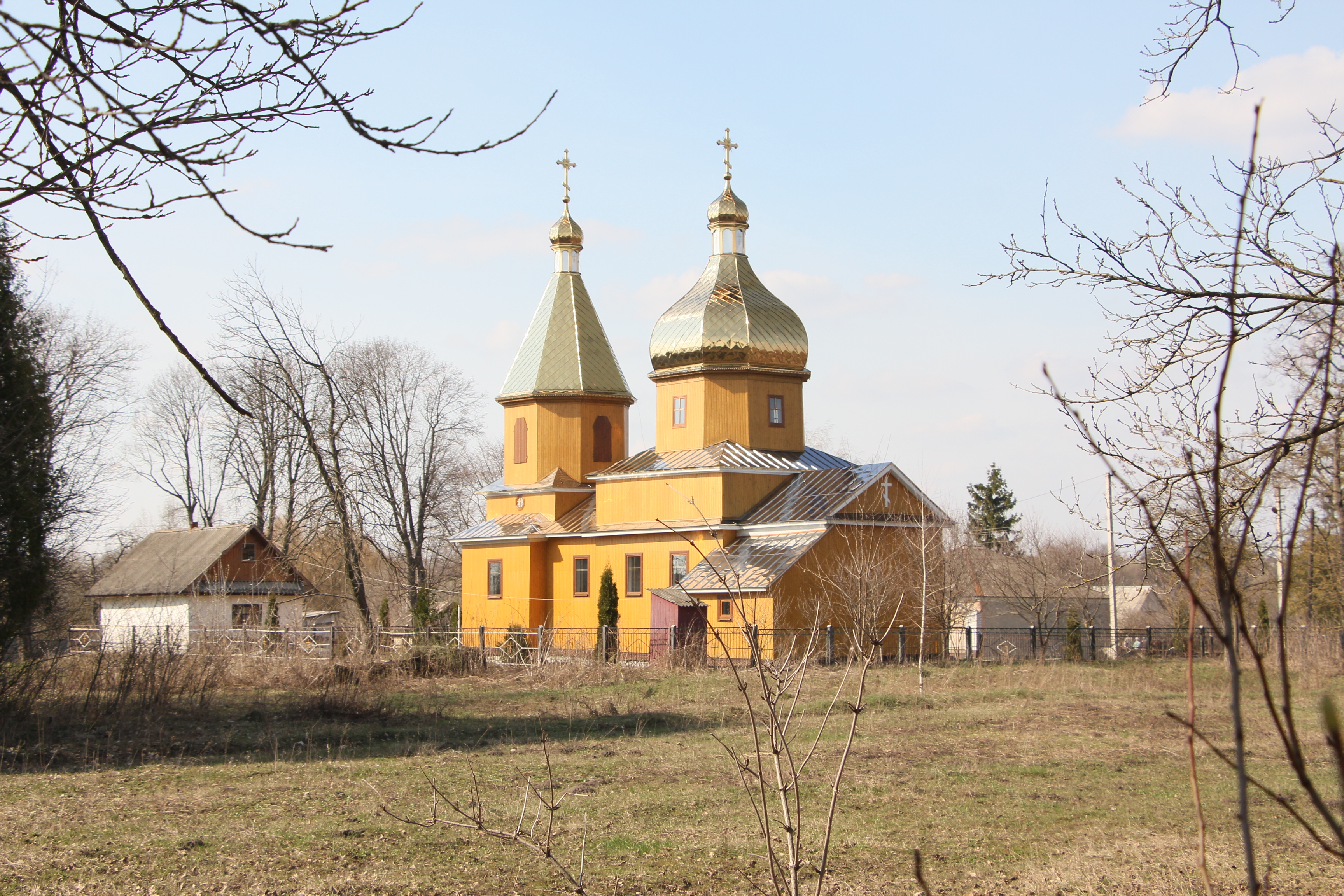
Деревянная церковь

Загорцы (укр. Загірці) — село в Лановецкой городской общине Кременецкого района Тернопольской области Украины.
До 2020 года входило в Лановецкий район.
Код КОАТУУ — 6123883701. Население по переписи 2001 года составляло 496 человек.

## Географическое положение
Село Загорцы находится в 2,5 км от места впадения реки Горынька в реку Горынь,
примыкает к селу Михайловка, на расстоянии в 1,5 км расположено село Юськовцы.

## История
- 1754 год — дата основания.

## Объекты социальной сферы
- Школа I—II ст.
- Клуб.
- Фельдшерско-акушерский пункт.

## Достопримечательности
- Братская могила советских воинов.